# Julián Pastor Alvira
Julián Pastor y Alvira (Calanda, Teruel, 29 de enero de 1820-Madrid, 2 de octubre de 1893) fue un jurista y catedrático de Derecho Romano español.
Hombre de letras, fue catedrático de Derecho Romano en la Universidad de Zaragoza y posteriormente en la Central de Madrid. Su obra capital, el Manual de Instituciones de Derecho Romano, ha sido uno de los textos de estudio esenciales en todas las Universidades españolas.

## Obras principales
- Manual de Instituciones de Derecho Romano
- Prolegómenos del Derecho, Historia y elementos de Derecho Romano
- Historia del Derecho Romano